# Bae Su-min
Bae Su-min (en coreano: 배수민, Nam-gu, Pohang, Provincia de Gyeongsang del Norte, 13 de marzo de 2001), conocida profesionalmente como Sumin, es una cantante surcoreana. Es la líder y vocalista principal del grupo femenino STAYC, que debutó bajo High Up Entertainment en 2020.

## Carrera

### Predebut
Sumin fue una aprendiz de idol bajo Plan A Entertainment (actualmente IST Entertainment). En 2016, apareció en el programa de variedades de Victon, Me & 7 Men, y participó en un anuncio de Puma junto a BTS. En 2018, apareció en el video musical The Last Night de Huh Gak.
Hasta setiembre de 2020, Sumin había entrenado durante aproximadamente cinco años y medio, incluyendo alrededor de dos años y medio en Highup Entertainment, lo que la convierte en la miembro con el período de entrenamiento más largo en STAYC.

### 2020-presente: Debut con STAYC
El 12 de noviembre de 2020, Sumin debutó como la líder y vocalista principal del grupo STAYC con el lanzamiento de su primer album sencillo Star to a Young Culture, que incluye las canciones «So Bad» y «Like This».
El 8 de abril de 2021, STAYC lanzó su segundo álbum sencillo Staydom, con el sencillo principal "ASAP".
El 6 de septiembre de 2021, el grupo lanzó su primer EP Stereotype, con la canción principal del mismo nombre.
El 21 de febrero de 2022, STAYC lanzó su segundo EP Young-Luv.com, liderado por el sencillo "Run2U".
El 19 de julio de 2022, lanzaron su tercer álbum sencillo We Need Love con el sencillo principal "Beautiful Monster".
El 23 de noviembre de 2022, STAYC debutó en Japón con el lanzamiento de su primer álbum sencillo japonés "Poppy".
Para más detalles sobre sus actividades con STAYC, ver el artículo de STAYC.